# Río Deva (Orense)
El río Deva es un río de la provincia de Orense, Galicia, España. Es afluente del río Miño por su margen izquierda, con la totalidad de su recorrido en la provincial de Orense.

## Recorrido
Nace en la Arrotea, a 1000 m de altura, en la parroquia de Bangueses, ayuntamiento de Verea. Su recorrido de 20 km, se caracteriza por ser un río encajado, antes de confluir en el Miño, en el embalse de Frieira. En su tramo final el Deva sirve como linde entre los ayuntamientos de Pontedeva y Cortegada durante unos dos kilómetros.
La cuenca abarca un total de 132 km², siendo su caudal medio de 2'5 m³/s.

## Nombre
Su nombre es probablemente céltico, posiblemente del mismo origen que la voz dios (indoeuropeo *deiwos), con significado de "sagrado" o "divino". El nombre se repite en Galicia, en el río Deva de la provincia de Pontevedra. Hay otros ríos llamados Devas, el río Deva entre Asturias y Cantabria, y en la provincia de Guipúzcoa el río Deva. En la Galia el antigo Devona o el británico Devon.